# Рудники Маунт-Лаєлл

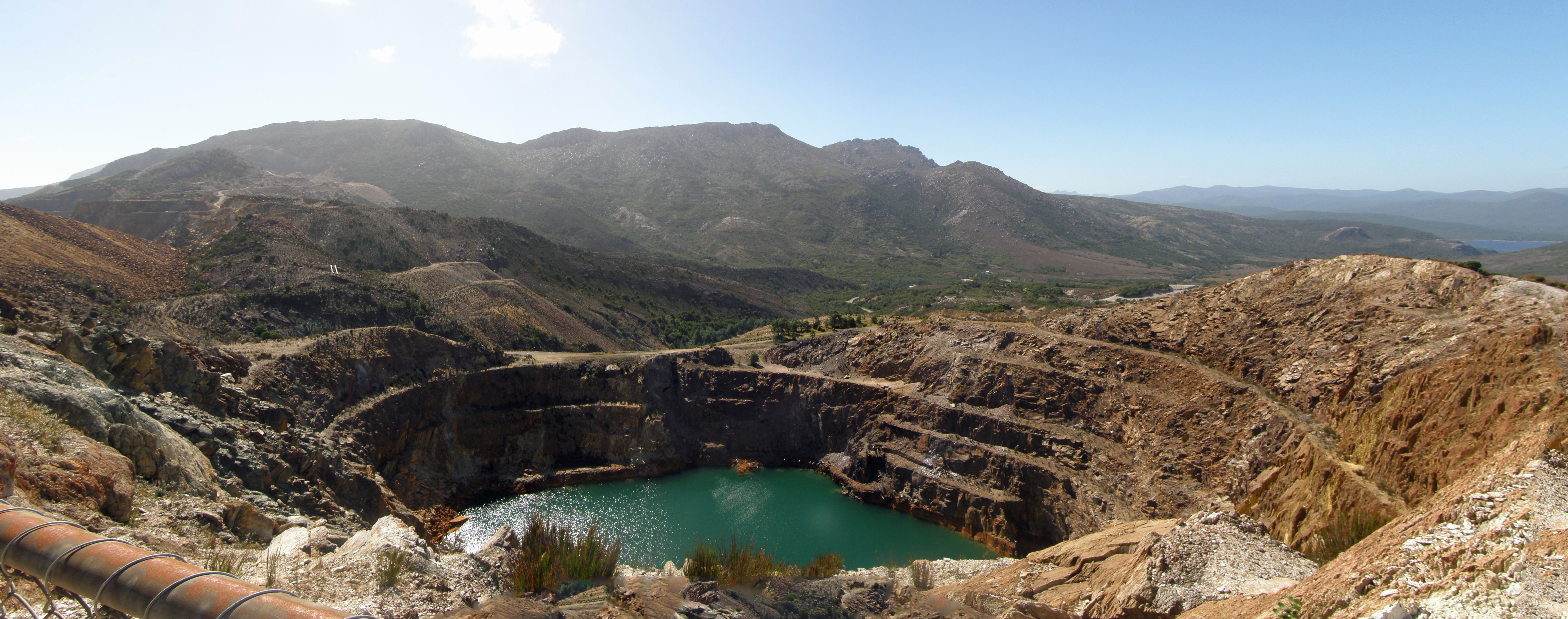
Кар'єр Айрон-Блоу

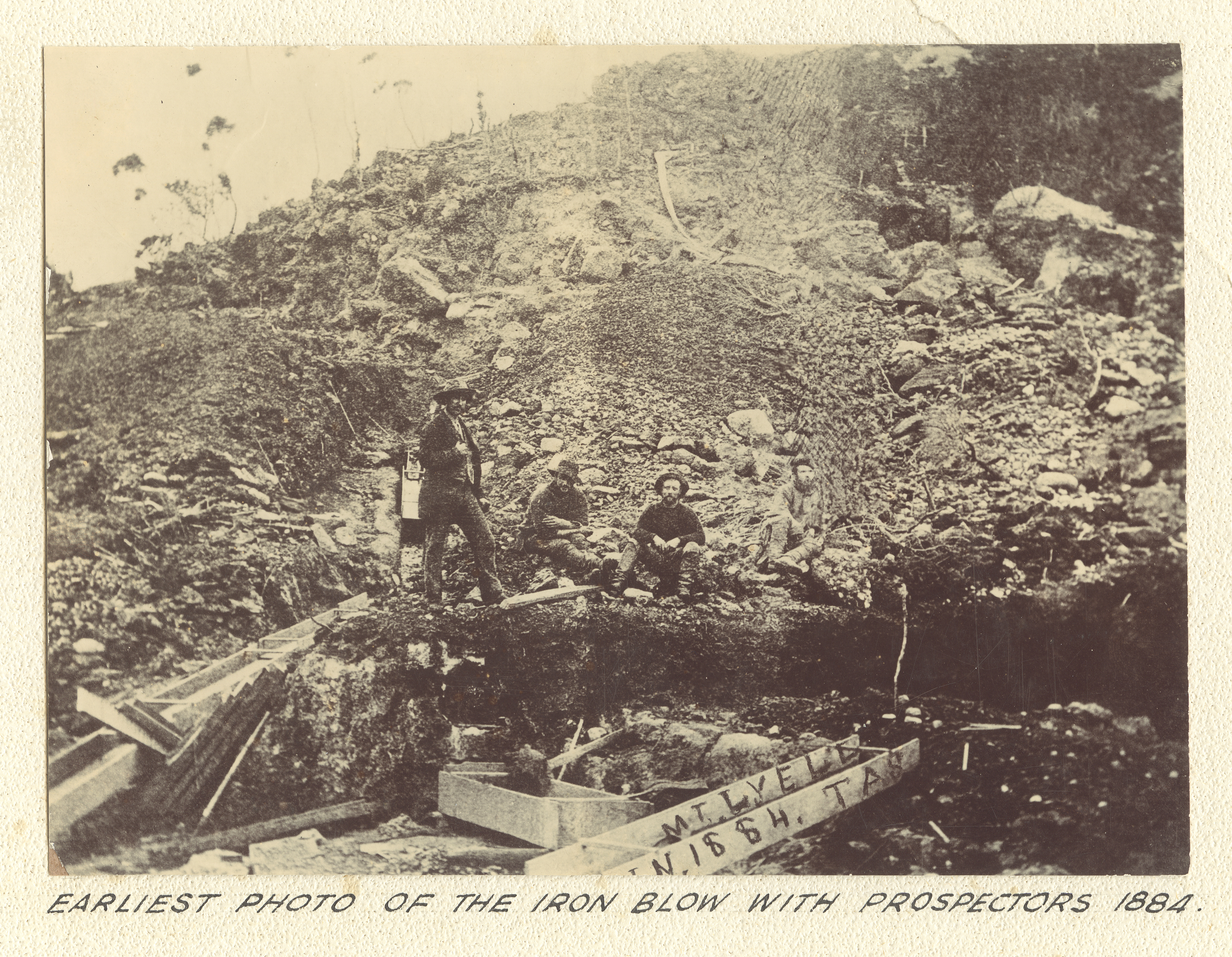
1884 рік, найдавніша виявлена фотографія гірничої розробки в районі Айрон-Блоу

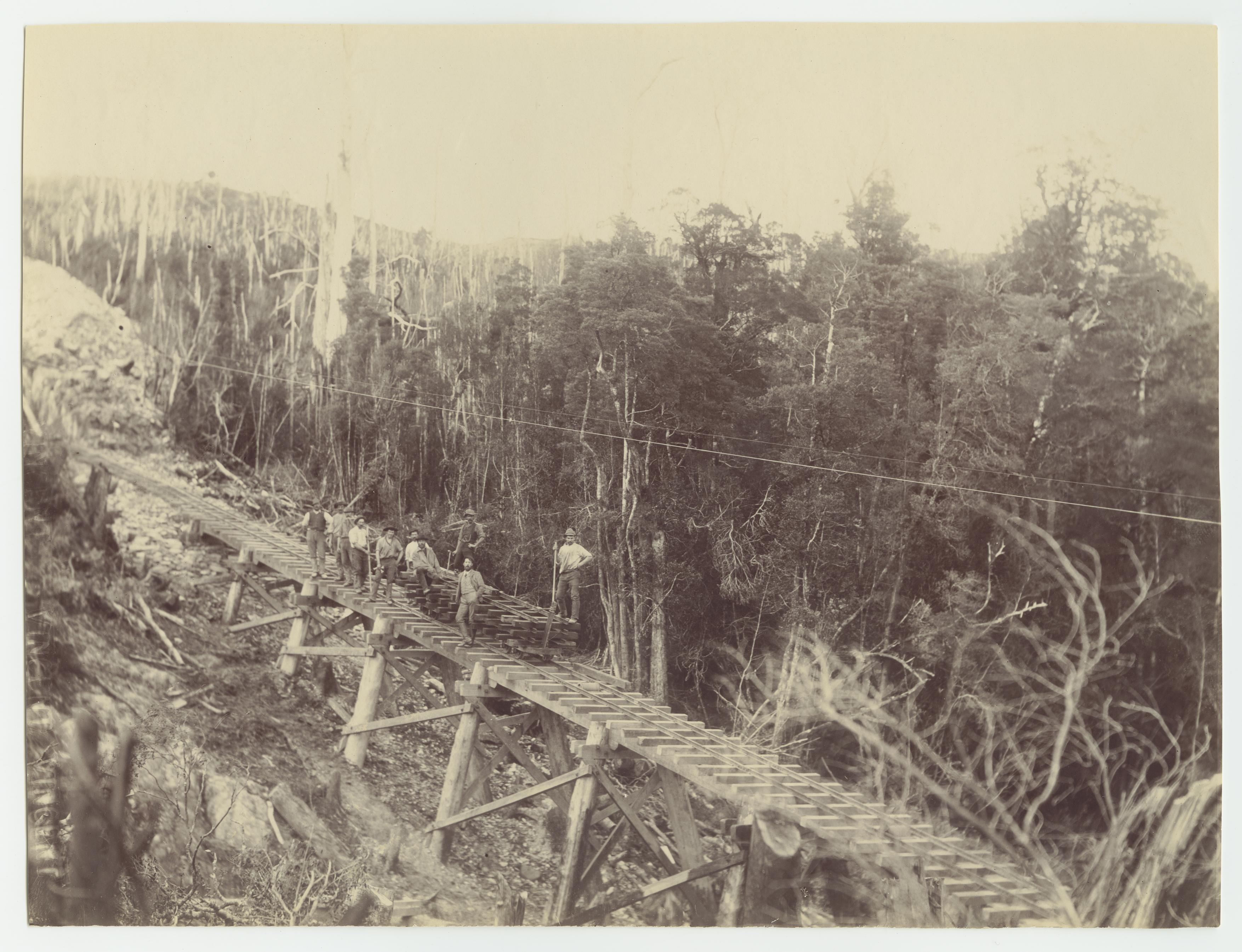
1895 рік, будівництво залізниці до Маккуорі-Гарбор

Рудники Маунт-Лаєлл (Mount Lyell) — гірничодобувний комплекс на заході австралійського острова Тасманія.

## Початок розробки
У 1883-му в районі гори Маунт-Лаєлл старателі почали видобуток алювіального золота і того ж року троє з них виявили жильне родовище в районі виходу залізної руди (госсану) Айрон-Блоу. Розробка потребувала значних вкладень і в 1888-му вже шестеро старателей (включно з трьома першовідкривачами) заснували Mt. Lyell Gold Mining Company. Проте й це не розв'язало проблем з капіталом, тому в 1891-му на рудник залучили інвестора, який наступного року створив для його розвитку Mt. Lyell Mining Company No Liability.
На той час уже почали розуміти, що головне багатство Маунт-Лаєлл зосереджене в покладах міді, проте це великотоннажне виробництво було неможливо організувати у важкодоступному гірському районі з надзвичайно вологим кліматом (2800 мм опадів на рік) без створення залізничної інфраструктури. Як наслідок, уже у 1893-му на заміну Mt. Lyell Mining створили Mt. Lyell Mining & Railway Company Limited (MLMRCL), що узялась за будівництво залізниці до району селища Страхан, яке лежить на березі затоки Маккуорі-Гарбор. Здавалося, що зібраного капіталу й цього разу не вистачить для реалізації масштабного проєкту, проте неочікувано відкрили невеликий, але багатий срібний поклад, що дало можливість добудувати залізницю та розпочати видобуток. У 1896-му завершили першу ділянку завдовжки 23 кілометри до пристані Тіпукана на Кінг-Рівер, а в 1899-му ввели в дію другий відтинок залізниці до Маккуорі-Гарбор.

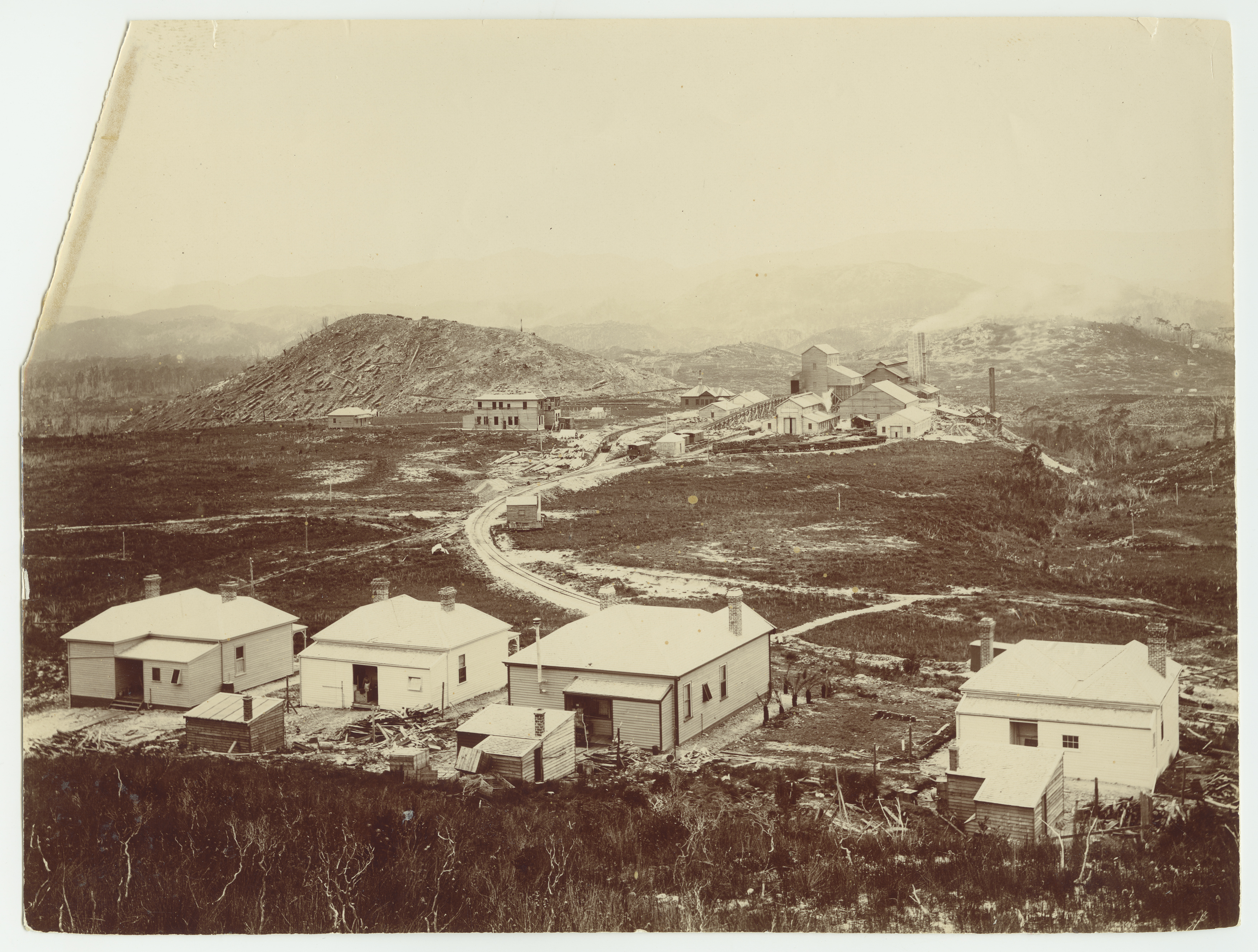
Плавильний завод у Кротті, 1902 рік

Один з колишніх співвласників Mt. Lyell Gold Mining Company вступив у конфлікт з новими інвесторами та організував для розробки покладів у північній частині рудного поля компанію North Mount Lyell. У 1900-му вона ввела в дію власну залізницю довжиною 45 кілометрів, що прямувала від рудника Норт-Лаєлл до власного мідеплавильного заводу у Кротті, а потім до Піллінгер на південному завершенні Маккуорі-Гарбор. Втім, спроби налагодити нормальний технологічний процес у Кротті не вдались — ані з ревербераційними печами, ані з шахтними печами з водяною сорочкою (water jacket furnaces). Як наслідок, 1903 року MLMRCL поглинула North Mount Lyell, що дозволило з'єднати належні North Mount Lyell запаси руди з найвищим вмістом міді та успішне металургійне виробництво MLMRCL у Квінстауні на західній стороні рудного поля (плавильний майданчик у Кротті одразу закрили).

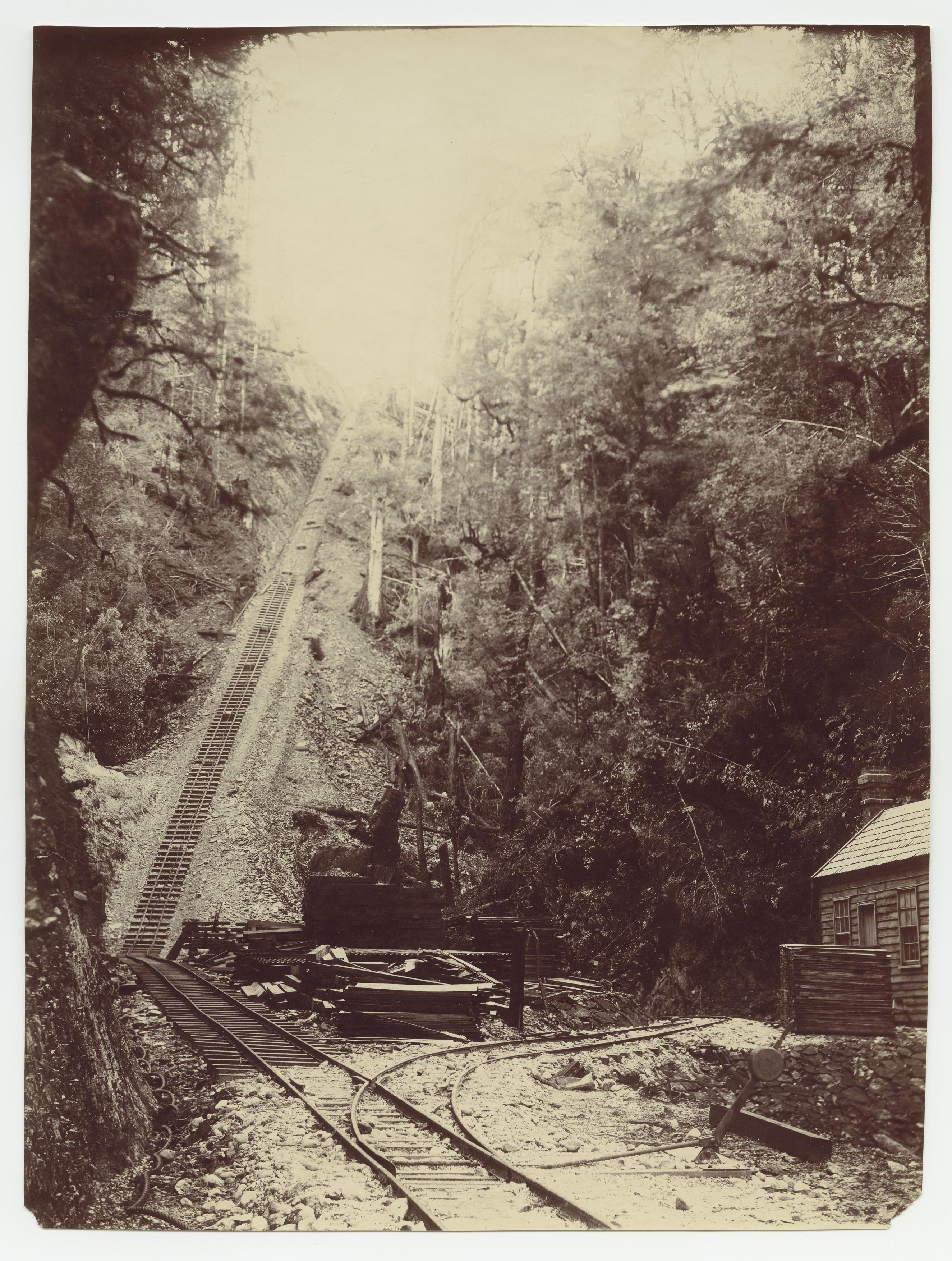
Одна з ділянок залізничного господарства

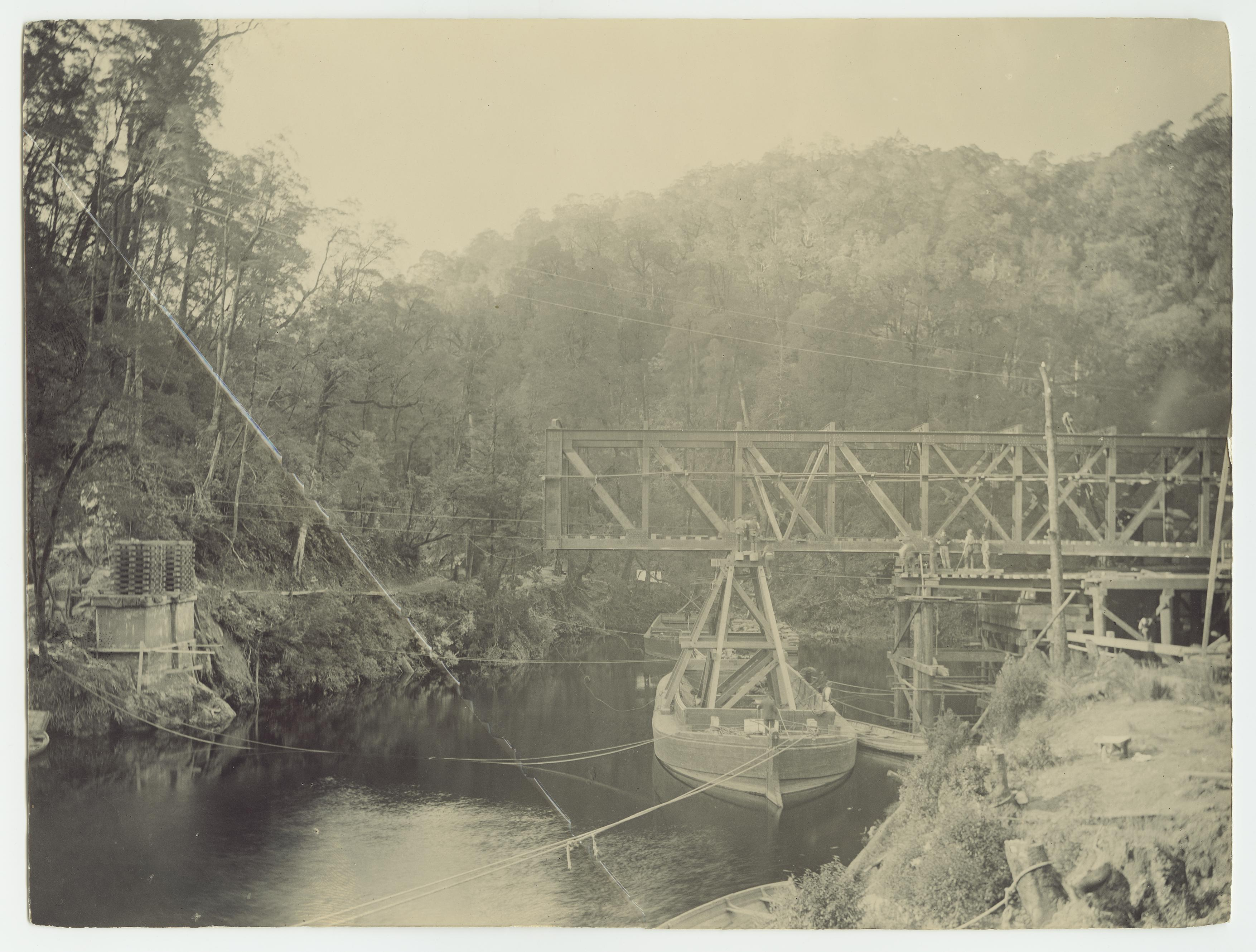
Залізниця Маунт-Лаєлл, Будівництво мосту над Кінг-Рівер в Тіпукані

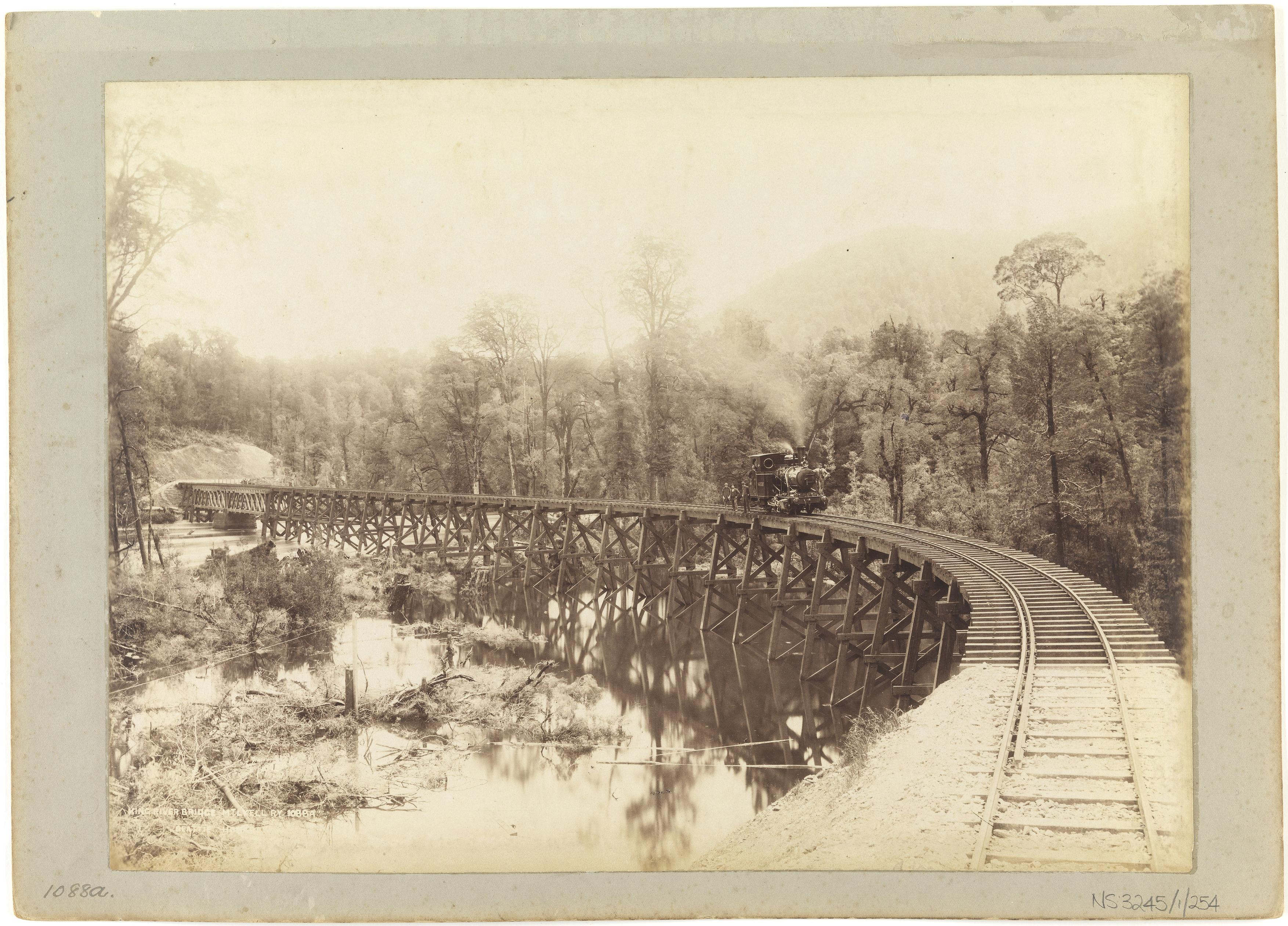
Міст над Кінг-Рівер на залізниці Маунт-Лаєлл

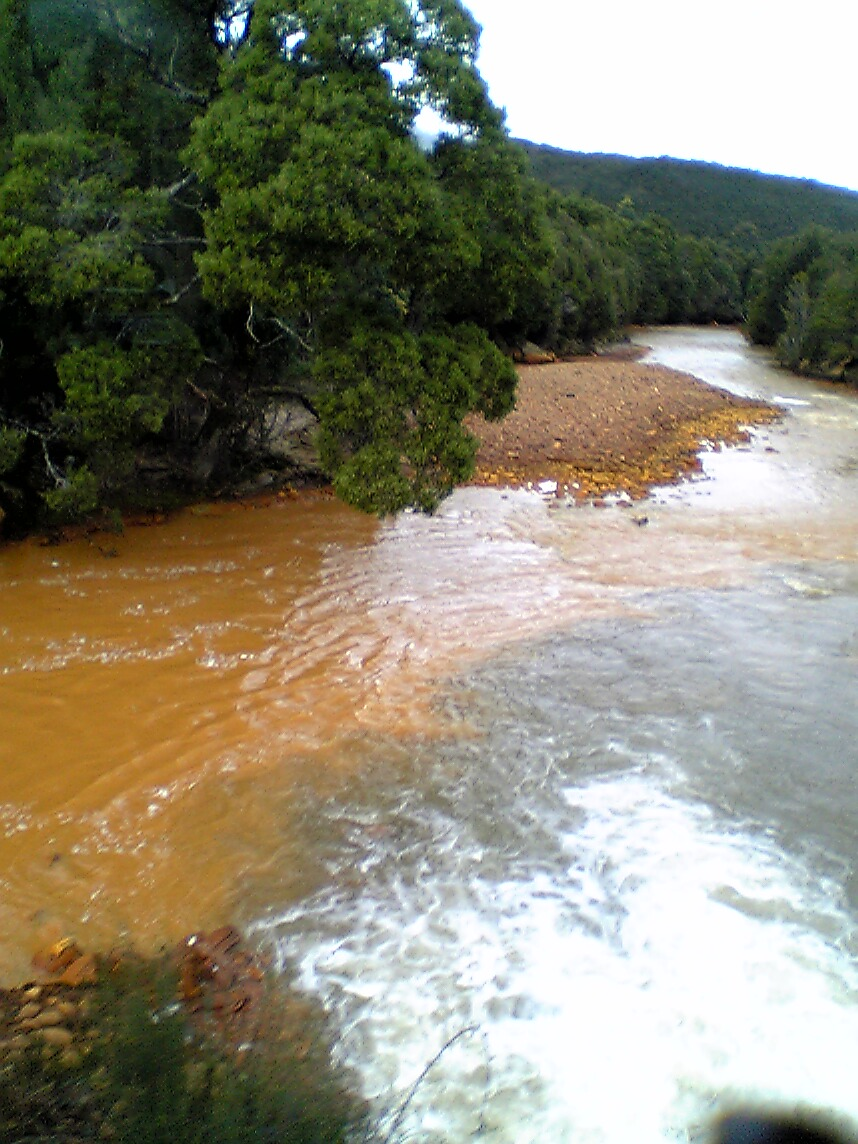
Забарвленні у жовтний колір дренажні води, вид з туристичної залізниці

## Розробка MLMRCL

### Рудники
За майже століття експлуатації гірничого поля MLMRCL (з 1981-го унаслідок злиття стала частиною Renison Goldfields Consolidated) виникли численні рудники, а саме:
- кар'єр Маунт-Лаєлл (Айрон-Блоу) / Соуз-Лаєлл, звідки у 1896—1929 роках вилучили 5,6 млн тонн руди;
- рудник Норт-Лаєлл, що розроблявся у 1896—1972 роках як відкритим, так і підземним способом і видав в сукупності 4,7 млн тонн руди;
- рудник Роял-Тарсіс, де вели підземний видобуток з 1902 по 1994 роки (з численними перевами, найдовша з яких припала на період з 1905-го по 1930-й) та вилучили 2 млн тонн руди;
- рудник Лаєлл-Комсток, що вів видобуток у 1913—1921 та 1929—1959 роках відкритим і підземним способом і видав в сукупності 1,3 млн тонн руди;
- рудник Кроун-Лаєлл/Твелв-Вест, який діяв з 1931 по 1985 роки (з трьома перевами, найдовша з яких припала на період з 1942-го по 1953-й) та вилучив 4 млн тонн руди;
- рудне тіло, що в 1934—1972 роках розроблялось кар'єром Вест-Лаєлл та з 1969 по 1994 роки шахтою Прінс-Лаєлл, що видали 58,3 млн тонн та 31 млн тонн руди відповідно;
- кар'єр Кейп-Горн, звідки у 1969—1987 роках вилучили 4,1 млн тонн руди;
- дрібні рудники Разорбек (діяв у 1964—1969) та Лаєлл-Тарсіс (1970—1977) з показниками 0,2 млн тонн та 0,7 млн тонн відповідно.
Таким чином, всього з 1896 по 1994 роки видобули 112 млн тонн руди, з якої 89 млн тонн (80 %) припало на рудне тіло, з яким працювали кар'єр Вест-Лаєлл та підземний рудник Прінс-Лаєлл. Це дало змогу випустити близько 1 млн тонн міді (а також 45 тонн золота та 750 тонн срібла). Найвищий вміст міді мала руда з Норт-Лаєлл — 5,28 %, друге місце з вмістом 2,38 % займав Лаєлл-Комсток, а для найбільших Вест-Лаєлл та Прінс-Лаєлл ці показники складали 0,72 % та 1,29 % відповідно (на інших рудниках вміст міді у руді коливався від 0,94 % до 1,62 %).
Більшість вилученої рудної маси у підсумку потрапляла до хвостів збагачення. Враховуючи малозаселену місцевість та майже постійні дощі, реалізували рішення зі скиданням хвостів до потоку Холедж-Крік (Haulage Creek), звідки вони через Квін-Рівер та Кінг-Рівер потрапляли до Маккуорі-Гарбор. Всього за час розробки MLMRCL таким чином скинули 97 млн тонн породи (плюс 7 млн тонн шлаків мідеплавильного заводу).

### Основні підземні споруди
На першому етапі діяльності комплексу особливу увагу приділяли покладам з високим вмістом міді, при цьому мова йшла передусім про підземну розробку. Як наслідок, особливе значення мала шахта Норт-Лаєлл, що досягнула глибини у 338 метрів (1110 футів).

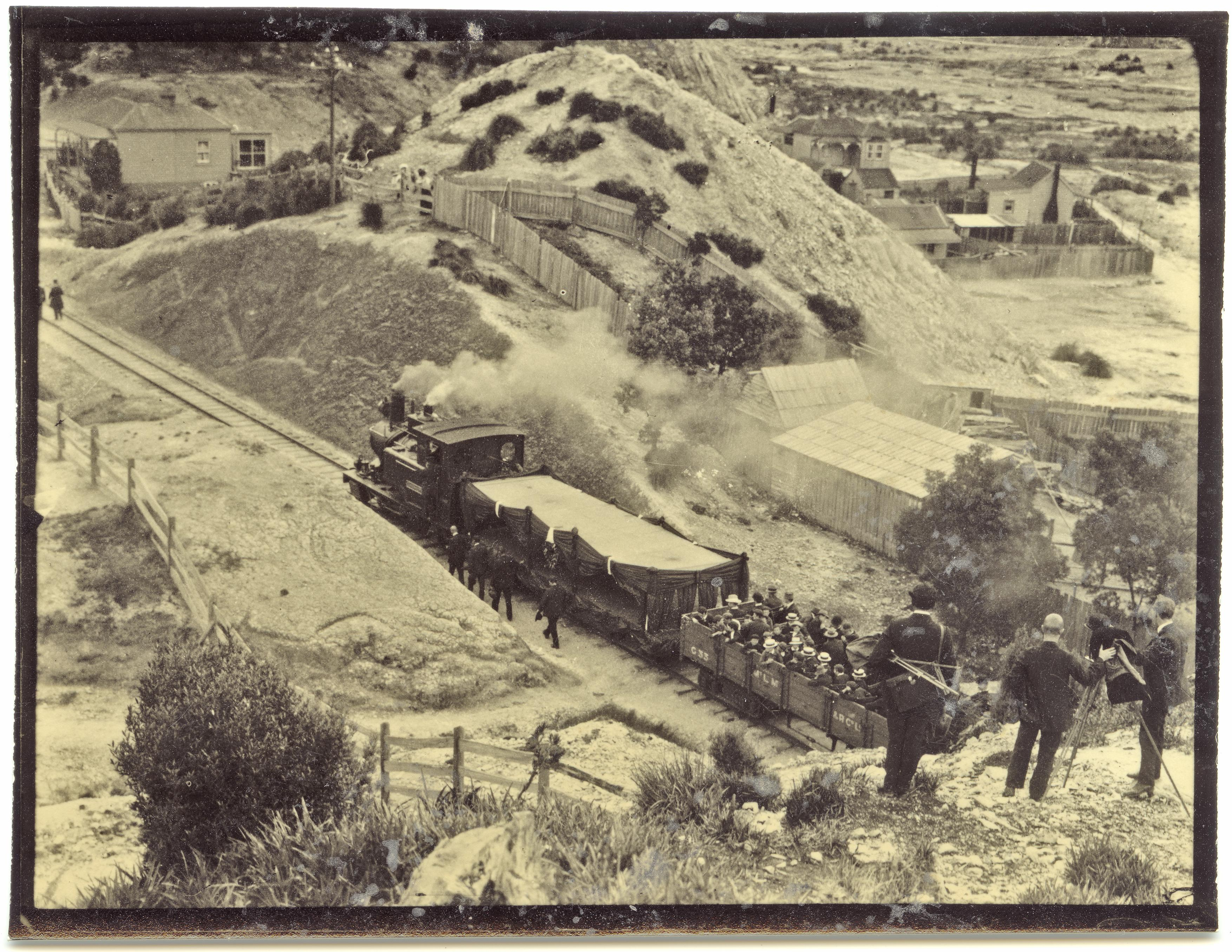
1912 рік, потяг везе похоронну процесію після катастрофи на шахті Норт-Лаєлл

У 1912-му в Норт-Лаєлл на глибині 210 метрів сталась пожежа на насосній станції, що заблокувало під землею понад дев'ять десятків працівників. Рятувальникам у підсумку вдалось вивести більшість гірників на поверхню, проте 42 особи загинули від отруєння чадним газом.

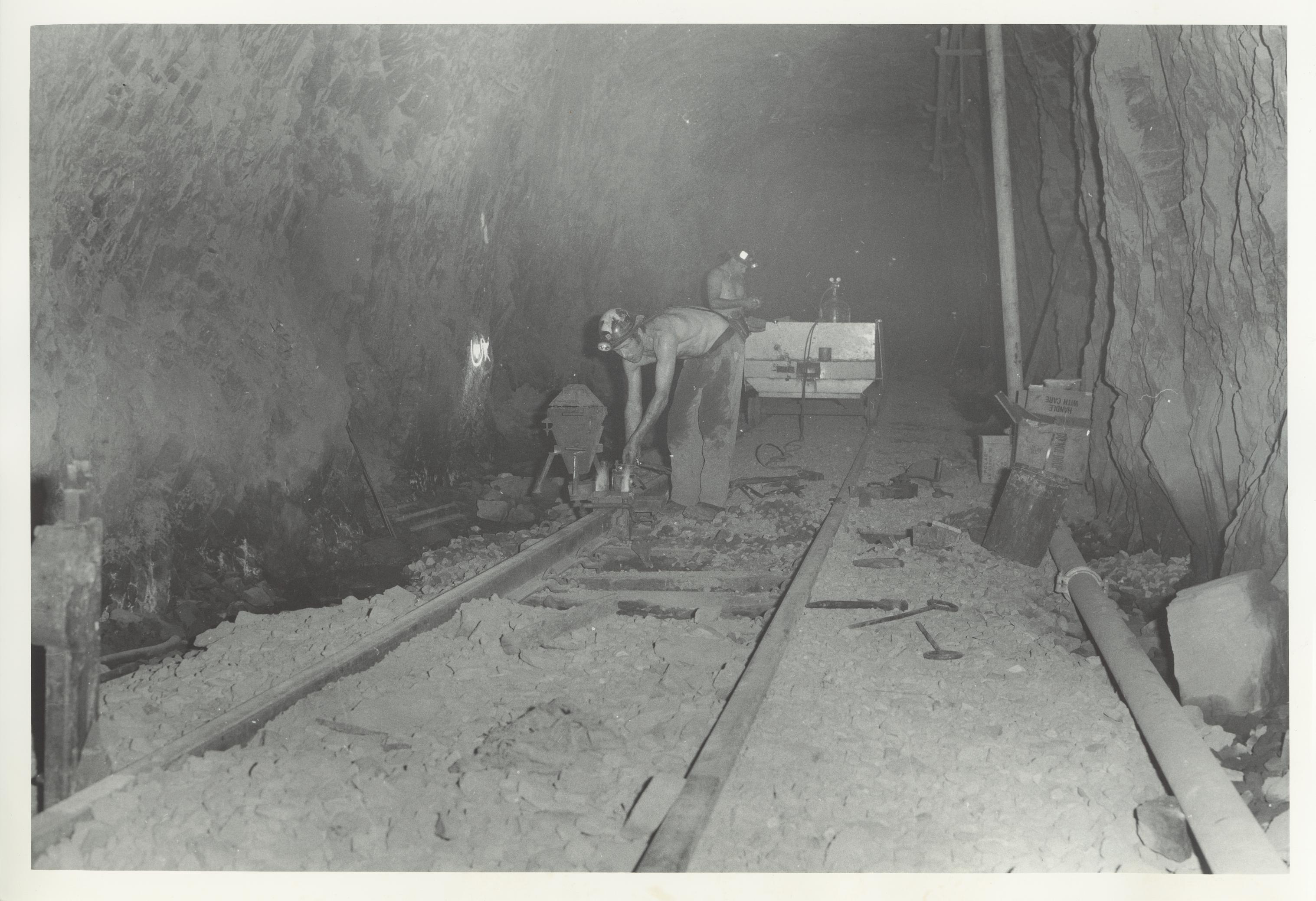
Прокладання залізничної колії в тунелі рудника

Тривалий час руду з Норт-Лаєлл піднімали на поверхню та вивозили залізницею, що петляла по горах. Нарешті, в 1928-му році спорудили тунель довжиною 2,1 км, що починався із шахти  Норт-Лаєлл на глибині 330 метрів («горизонт 1100» при вимірюванні у футах) та проходив напряму до розташованого на західній околиці рудного поля збагачувальної фабрики. По тунелю проклали рейки та пустили потяг із шести 10-тонних вагонів, які тягнув електричний локомотив. Вже у 1929-му цим шляхом вивезли 173 тисячі тонн руди, при цьому спорудження тунелю дало можливість зменшити витрати MLMRCL на видобуток одразу на 17 %.
Невдовзі тунель використали для спорудження шахти на рудному тілі Роял-Тарсіс, що до того обмежено розроблялось лише в 1902—1905 роках. Відгалуження з тунелю Норт-Лаєлл вивели до рудного тіла і звідси повели уверх шахту, яка по досягненні поверхні мала глибину 264 метри (варто відзначити, що спосіб спорудження стовбуру знизу вверх був доволі незвичним у гірничій справі). Встановлена на поверхні підйомна машина не піднімала видобуту на Роял-Тарсіс руду, а спускала її для наступного вивозу через тунель Норт-Лаєлл.
Ще одним під'єднаним до тунелю Норт-Лаєлл рудником став Кроун-Лаєлл.

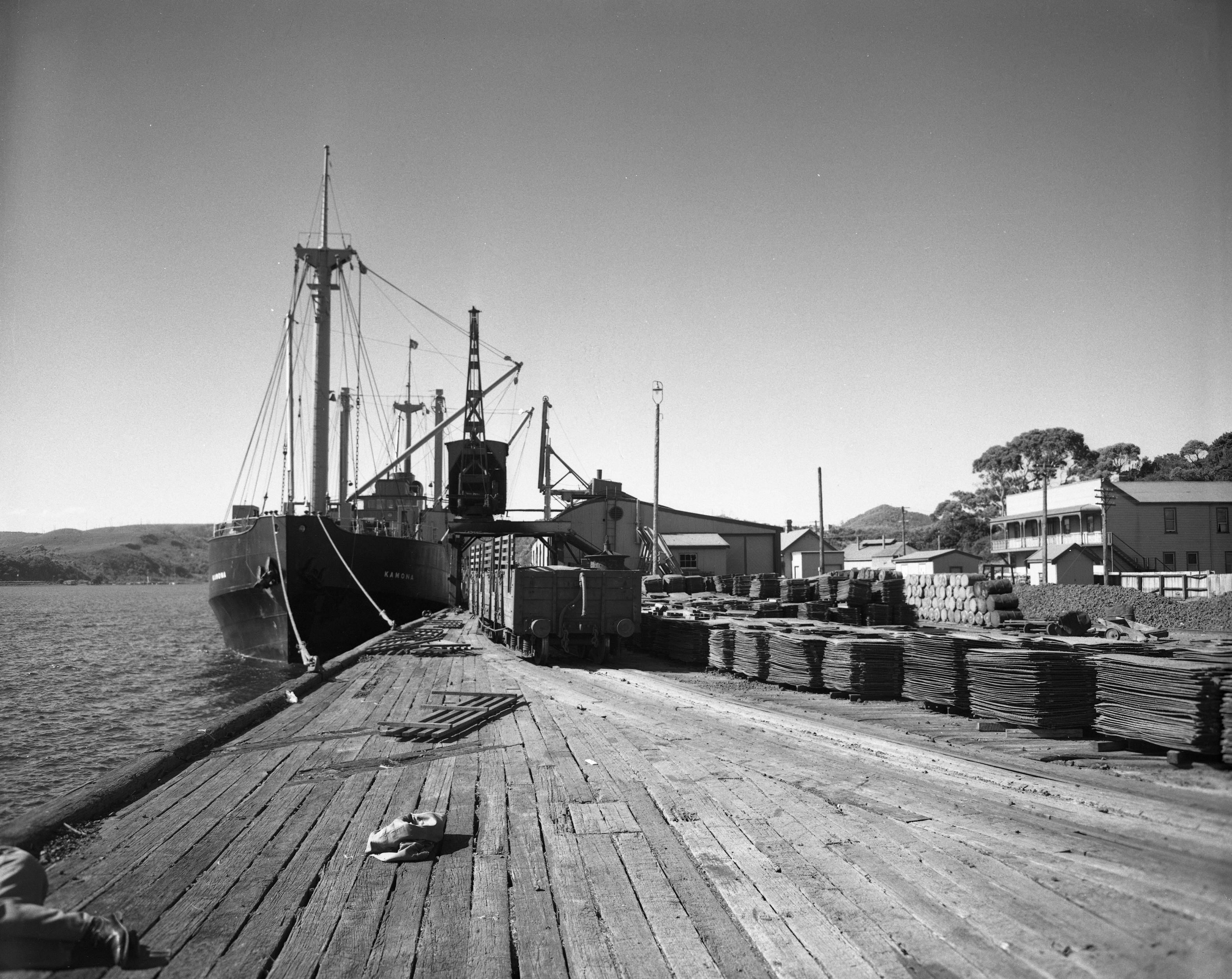
Мідна продукція на пристані на Маккуорі-Гарбор

В 1934-му узялись за розробку запасів рудного тіла Вест-Лаєлл — найбільшого на всьому рудному полі. Хоча тут і спорудили кар'єр, проте вивіз руди також організували за допомогою підземних шляхів — продукцію Вест-Лаєлл доправляли до розташованої поруч шахти Роял-Тарсіс та спускали через її стовбур. В подальшому прямо з кар'єру Вест-Лаєлл проклали новий тунель до збагачувальної фабрики, який отримав такий же рудовізний потяг, що і Норт-Лаєлл. На піці розробки через тунель Вест-Лаєлл транспортувалось близько 2 млн тонн руди на рік.
Коли справа дійшла до розробки глибоких горизонтів рудного тіла Вест-Лаєлл ввели в дію підземний рудник Прінс-Лаєлл, що отримав шахту глибиною понад шість сотень метрів та транспортний ухил, який починався від збагачувальної фабрики.
З 1978-го (тобто за кілька років по тому, як припинилась розробка розташованого вище по тілу кар'єру Вест-Лаєлл) руду в Прінс-Лаєлл почали вилучати методом «under cave mining», за яким підрите масивне рудне тіло руйнується під власною вагою та осідає, при цьому через задалегідь підготовані виробітки відбувається вибірка руди. Останню транспортували на підземну дробильну станцію, яку розмістили на глибині близько 600 метрів, після чого підіймали по стовбуру та передавали на конвеєр довжиною близько кілометра, який прямував до збагачувальної фабрики.

### Використання продукції рудників

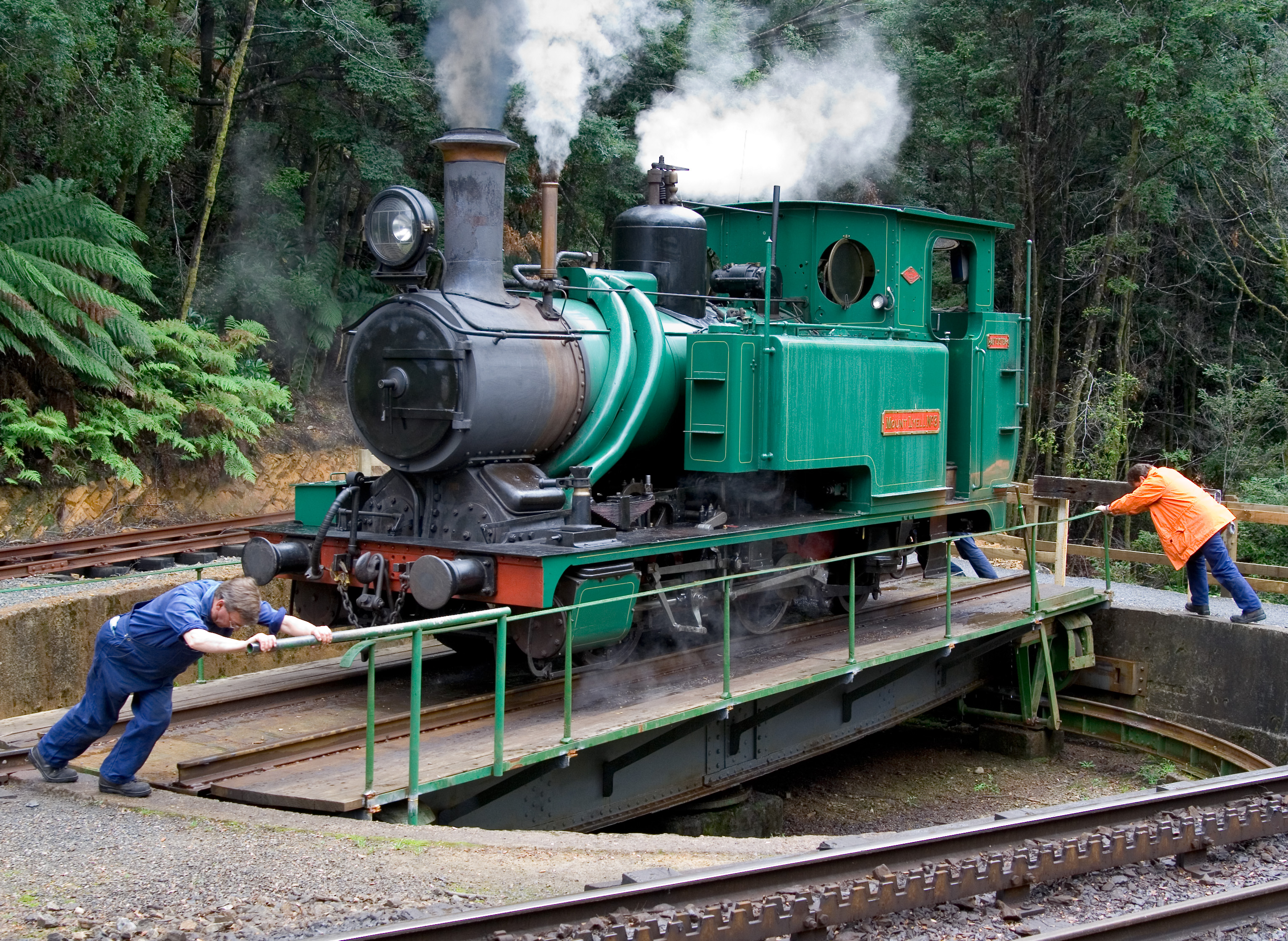
Локомотив залізниці Маунт-Лаєлл на поворотному крузі

Тривалий час переробку продукції рудника здійснювали на зведеному поруч з рудним полем мідеплавильному заводі у Квінстауні, який почав роботу одночасно з першим рудником.
У 1969-му завод у Квінстауні закрили, після чого концентрат почали вивозити залізницею до моря (спершу до Страхану, а потім до порту Берні на північному узбережжі острова) та експортувати до Японії.
Під час розробки видобували також значні обсяги піритів, що на той час були головним джерелом для отримання сульфатної кислоти. Як наслідок, MLMRCL доволі швидко доповнила свою діяльність участю у продукуванні фосфорного добрива — суперфосфату, технологія виробнцитва якого передбачає обробку фосфоритів сульфатною кислотою. У 1905-му MLMRCL придбала суперфосфатний завод у Ярравіллі (Мельбурн), в 1908-му запустила завод у Біркенгеді (Аделаїда), а в 1910-му ввела в дію майданчик у Норт-Фрімантлі (Перт). Дещо пізніше, у 1928-му, MLMRCL стала учасником консорціуму, що викупив суперфосфатний завод в Порт-Кембла (східне узбережжя дещо південніше від Сіднею). З 1970-го пірити споживав завод сульфатної кислоти у Берні, в якому MLMRCL була одним із власників (втім, цей проект закрили вже у 1979-му).

## Розробка CMT
В 1994-му MLMRCL завершила видобуток. Наступного року уряд Тасманії передав права на ділянку Маунт-Лаєлл компанії Copper Mines of Tasmania Pty Ltd  (CMT), що в листопаді 1995-го відновила роботи.

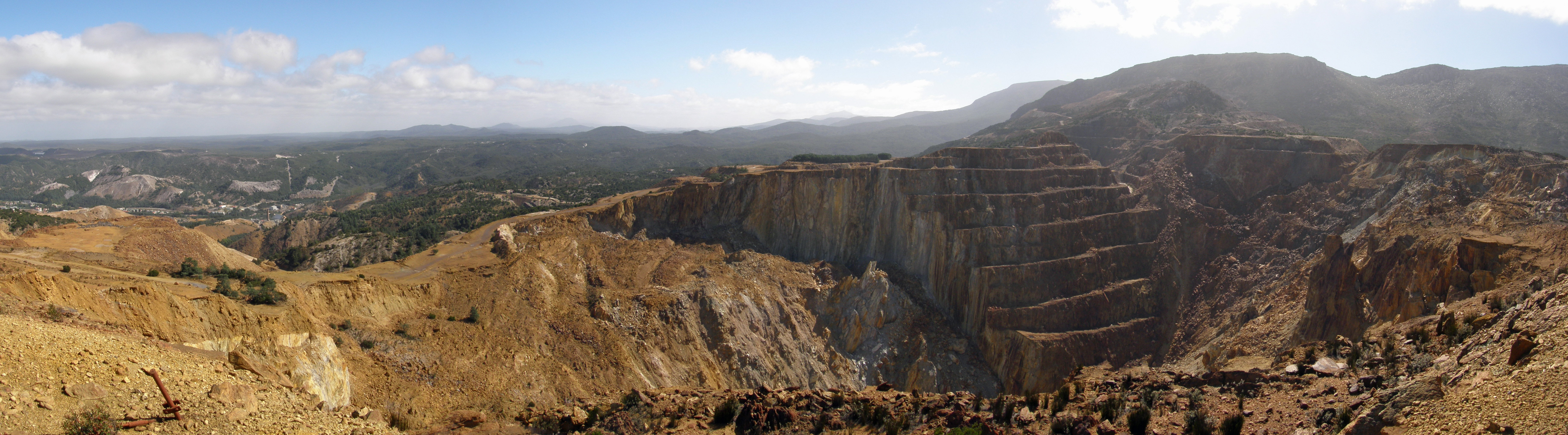
Сучасний вигляд головного кар'єру

В 2000-му CMT перейшла під контроль індійської Sterlite (з потужної групи Vedante), яка спрямувала концентрат Маунт-Лаєлл на свій мідеплавильний завод у Тутукуді. Потужність шахти довели до 2,7 млн тонн на рік, а її транспортний ухил досягнув довжини у 6,5 кілометра та спустився на глибину в понад кілометр. Також відомо, що за перші 12 років з відновлення робіт CMT видобули 28 млн тонн руди, яка містила 0,3 млн тонн міді.
У 2014-му на шахті стались два обвали, що змусило зупинити подальші роботи. На цей момент видобута на шахтному полі Маунт-Лаєлл руда дала змогу випустити близько 1,5 млн тонн міді (а також не менш ніж 62 тонни золота та 1300 тонн срібла — останні показники були досягнуті в 2011 році).
У 2023-му рудник придбала південноафриканська Sibanye-Stillwater, що заплатила за нього 16 млн долларів США.